# ハンドヘルドGPS

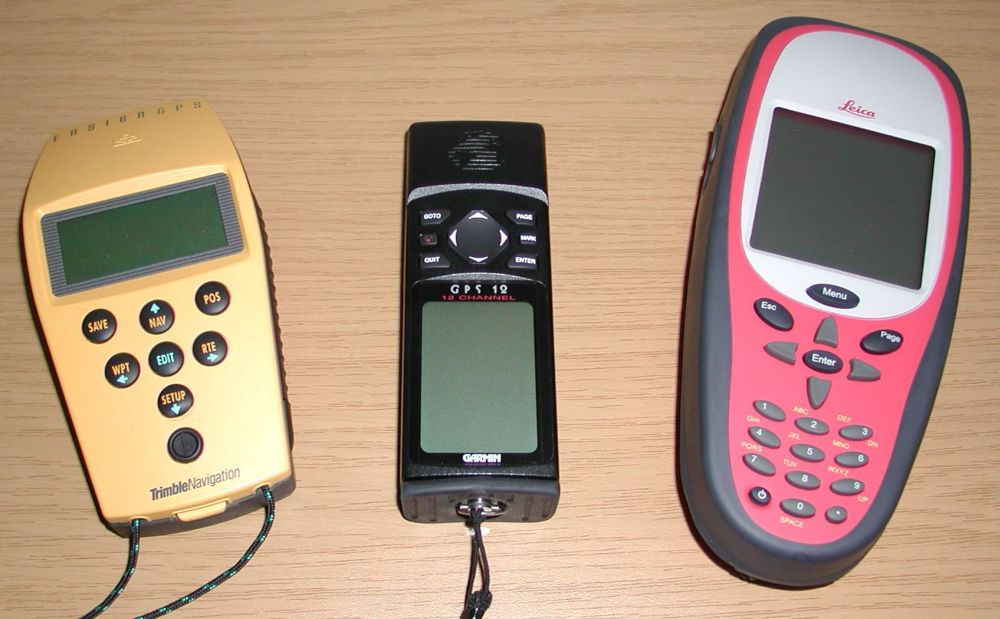

ハンドヘルドGPSは、電池で駆動し手に持って携帯しながら使えるGPS受信機である。

## 単機能の製品
単機能のハンドヘルドGPSは、現在位置（緯度・経度）、移動軌跡等を液晶ディスプレイに表示したり、移動軌跡を内蔵メモリーに保存する機能を持ったGPS受信機である。地図を入れ替えることで世界各国で活用できるものが多い。米国ガーミン社のeTrexが代表的な製品である。
最近では詳細な地図をインストールすることで細かい路地まで表示したり、移動軌跡をSDメモリーカードに保存できたり、簡単なナビゲーションの機能を持つものなどが登場している。

## 携帯情報端末

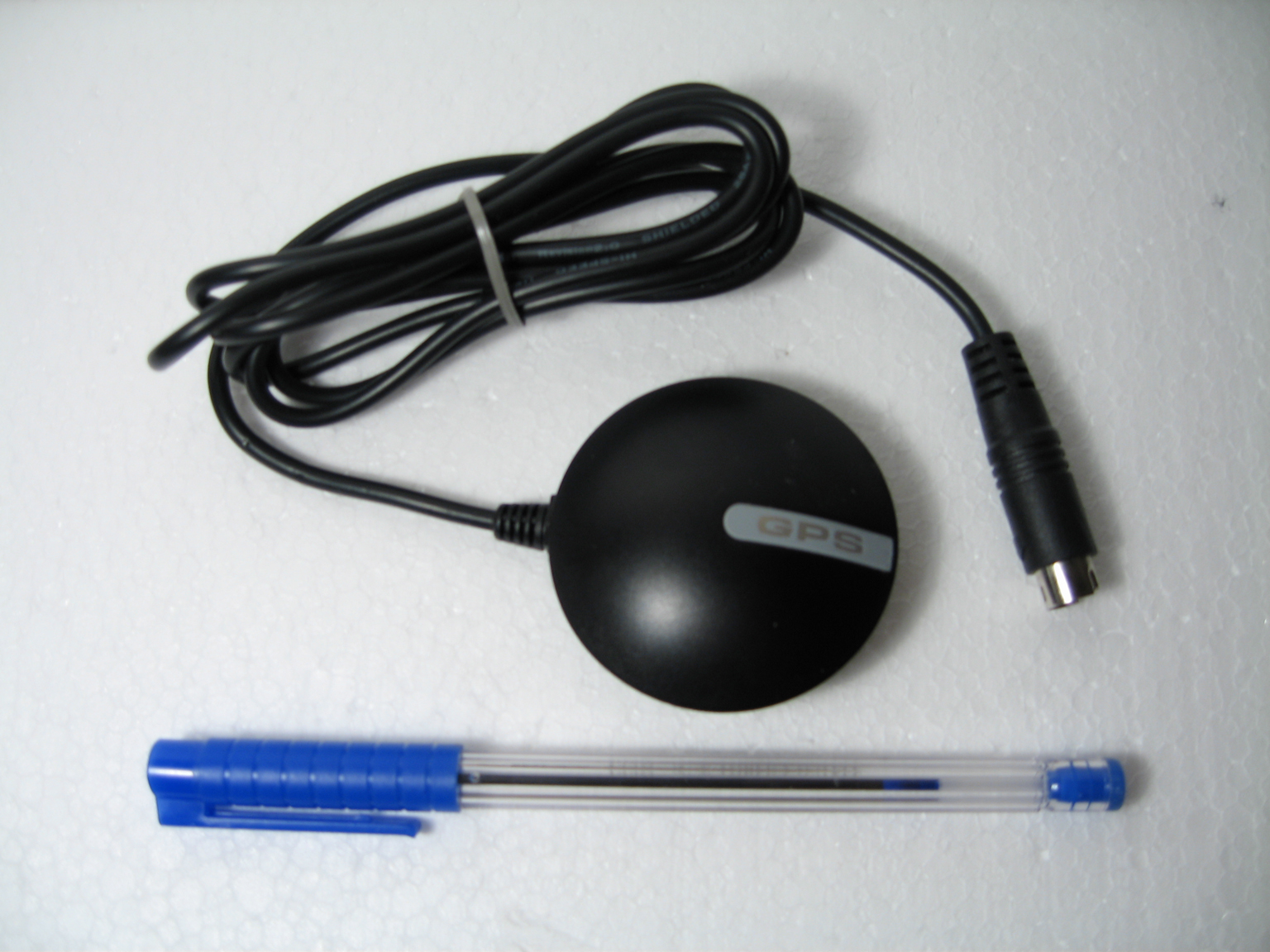
WAAS/EGNOSをサポートするSiRFstarIIIチップベースの20チャネルGPSレシーバー。

### カーナビなど
PDAと一体化させることで、小型のカーナビともいえる高機能を実現した製品もある。PNDと総称される。

### 携帯電話・スマートフォン
国内、海外を問わずGPS受信機を内蔵した携帯電話が一般化している。付近の店舗情報を検索したり、さらにカーナビゲーション、乗換ナビゲーション、徒歩ナビゲーションなどの統合ナビゲーション機能を提供する。児童の誘拐防止など様々な活用がなされている。

### 周辺機器としてのGPS
ノートパソコン、PDA、携帯電話に接続することで、それらにGPSの機能を追加する製品もある。ほとんどの製品はUSBかBluetoothで接続する。

## 製品

### 高感度な製品
ハンドヘルドGPSは小型に作る必要があるため、アンテナの性能が低くなる。また、携帯して使用するため人体の影響を受けるほか、適正な仰角での保持も難しく、辛うじて実用になる状態であったが、従来よりも高感度なSiRF社のStarIIIチップを採用した製品も登場している。

### 特定用途に特化した製品
登山用、ジョギング・サイクリング用、ロギング（移動軌跡の記録）用など、用途を特化し機能を充実させた製品も登場している。

### より小型な製品
GPS腕時計タイプなど、さらに小型な製品も登場している。

### 業務用途の製品
測量用、軍事用の製品がある。

### GNSS対応製品
アメリカのGPSだけでなく、他の衛星測位システム（GLONASS・Galileo・BDSなど）に対応したものを、区別してGNSS受信機（ハンドヘルドGNSS）と呼ぶ事もある。ただし、そのような場合でも代名詞的に”GPS"と総称される場合もある。

## メーカー
- ガーミン（アメリカ合衆国）
- エンペックス気象計
- GlobalSat（台湾）